# Воин (фильм, 2001, Великобритания)
Во́ин (англ. The Warrior) — фильм 2001 года выпуска, британо-индийского режиссёра Азифа Кападии. Совместный проект Великобритании, Франции, Германии и Индии. В главной роли снялся болливудский актёр Ирфан Хан. Все без исключения актёрские реплики были на хинди. Съёмки проходили в Раджастхане.

## Производство съёмок
Азиф Кападиа начал работу над фильмом в 2001 году, в год окончания учёбы в Королевском Колледже Искусств. Это была его первая художественная лента. Продюсировали фильм компании из Германии, Великобритании и Франции.

## Сюжет
В основе сюжета история индуса Лафкадии, некогда служившего начальником охраны у жестокого правителя Раджастхана. Благодаря обстоятельствам Лафкадиа отказался от насилия и вложил меч в ножны, поклялся больше никогда никого не убивать и решил вернуться на родину. Разгневанный правитель направляет по следам Лафкадии наёмных убийц.

## Признание
На 56-й церемонии вручения премии BAFTA Awards фильм был заявлен в трёх номинациях и выиграл в номинации «Лучший британский фильм». Также фильм был номинирован на «Оскар» как лучший фильм на иностранном языке, но награды не получил.

## Релиз
Фильм был показан на кинофестивалях в Лондоне, Карловых Варах, Пусане, Эдинбурге, Роттердаме, Монреале, Калькутте, Готенбурге, Мумбае и Бостоне.